# Коста-Рика на Паралимпийских играх
Коста-Рика на Паралимпийских играх впервые приняла участие в 1992 году на летних Играх в Барселоне, и с тех пор принимает участие на всех летних Играх (не участвовали на Играх 1996 года). На зимних Играх делегация Коста-Рики не принимала участие ни разу.
На настоящее время спортсмены Коста-Рики завоевали на всех Играх в сумме 2 медали, из них 1 золотую.

## Медальный зачёт

### Медали летних Паралимпийских игр
| Игры                | Золото         | Серебро        | Бронза         | Всего          | Место          |
| ------------------- | -------------- | -------------- | -------------- | -------------- | -------------- |
| 1992 Барселона      | 0              | 0              | 0              | 0              | —              |
| 1996 Атланта        | не участвовали | не участвовали | не участвовали | не участвовали | не участвовали |
| 2000 Сидней         | 0              | 0              | 0              | 0              | —              |
| 2004 Афины          | 0              | 0              | 0              | 0              | —              |
| 2008 Пекин          | 0              | 0              | 0              | 0              | —              |
| 2012 Лондон         | 0              | 0              | 0              | 0              | —              |
| 2016 Рио-де-Жанейро | 0              | 0              | 0              | 0              | —              |
| 2020 Токио          | 1              | 1              | 0              | 1              | 55             |
| Итого               | 1              | 1              | 0              | 2              |                |